# Sitona discoideus
Sitona discoideus es una especie de escarabajo del género Sitona, familia Curculionidae. Fue descrita científicamente por Gyllenhal en 1834.
Se distribuye por Australia, Portugal, Nueva Zelanda, Francia, Sudáfrica, Marruecos, Polonia, España, Italia, Argentina, Grecia y Túnez. Mide aproximadamente 5 milímetros de longitud.

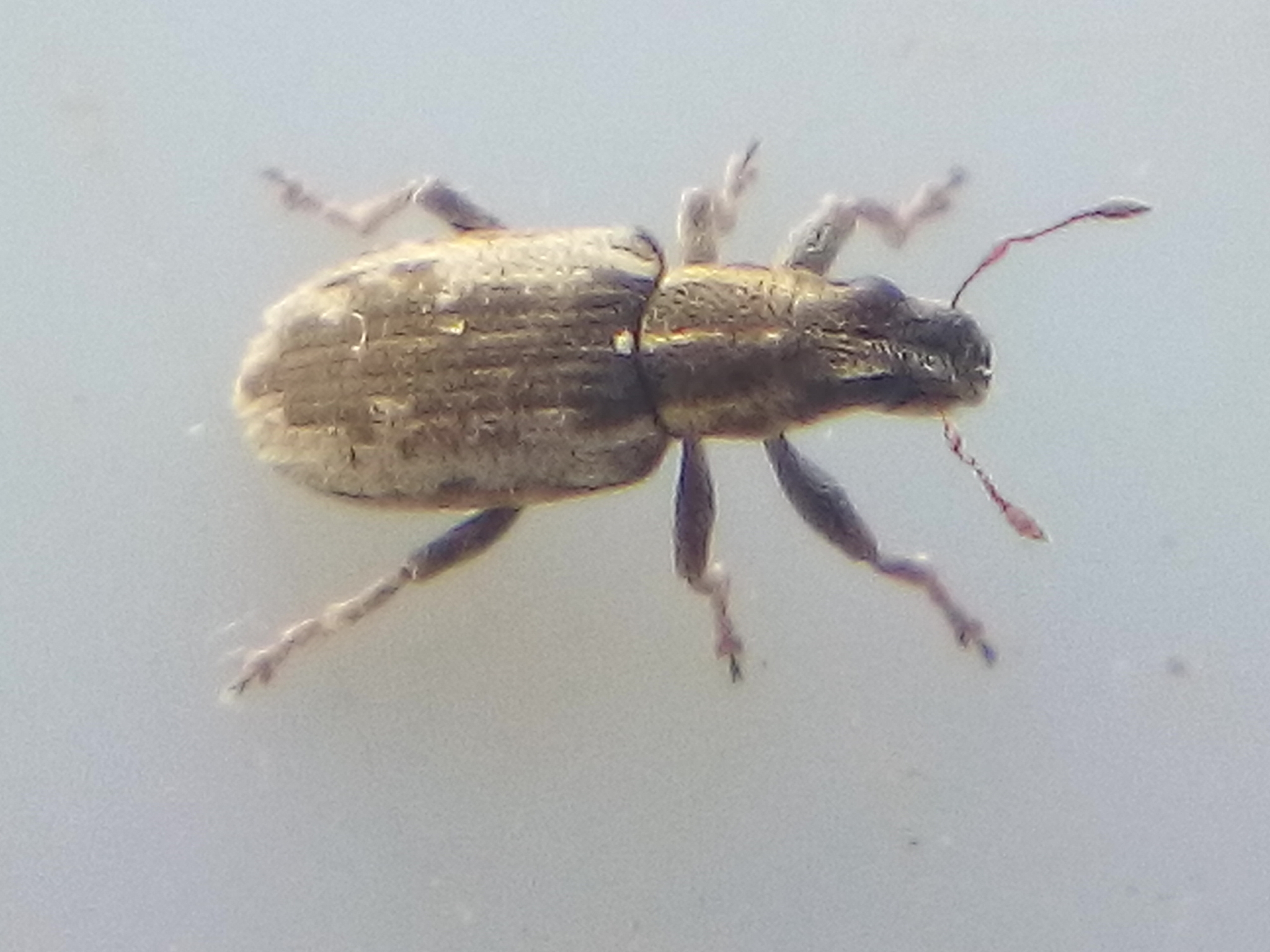
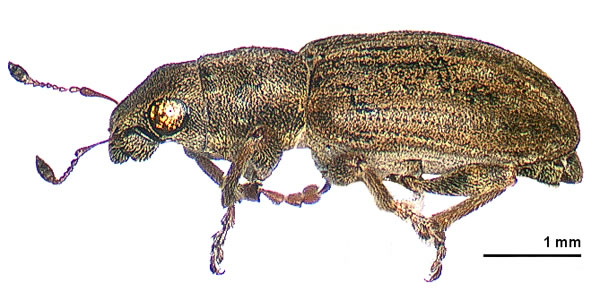
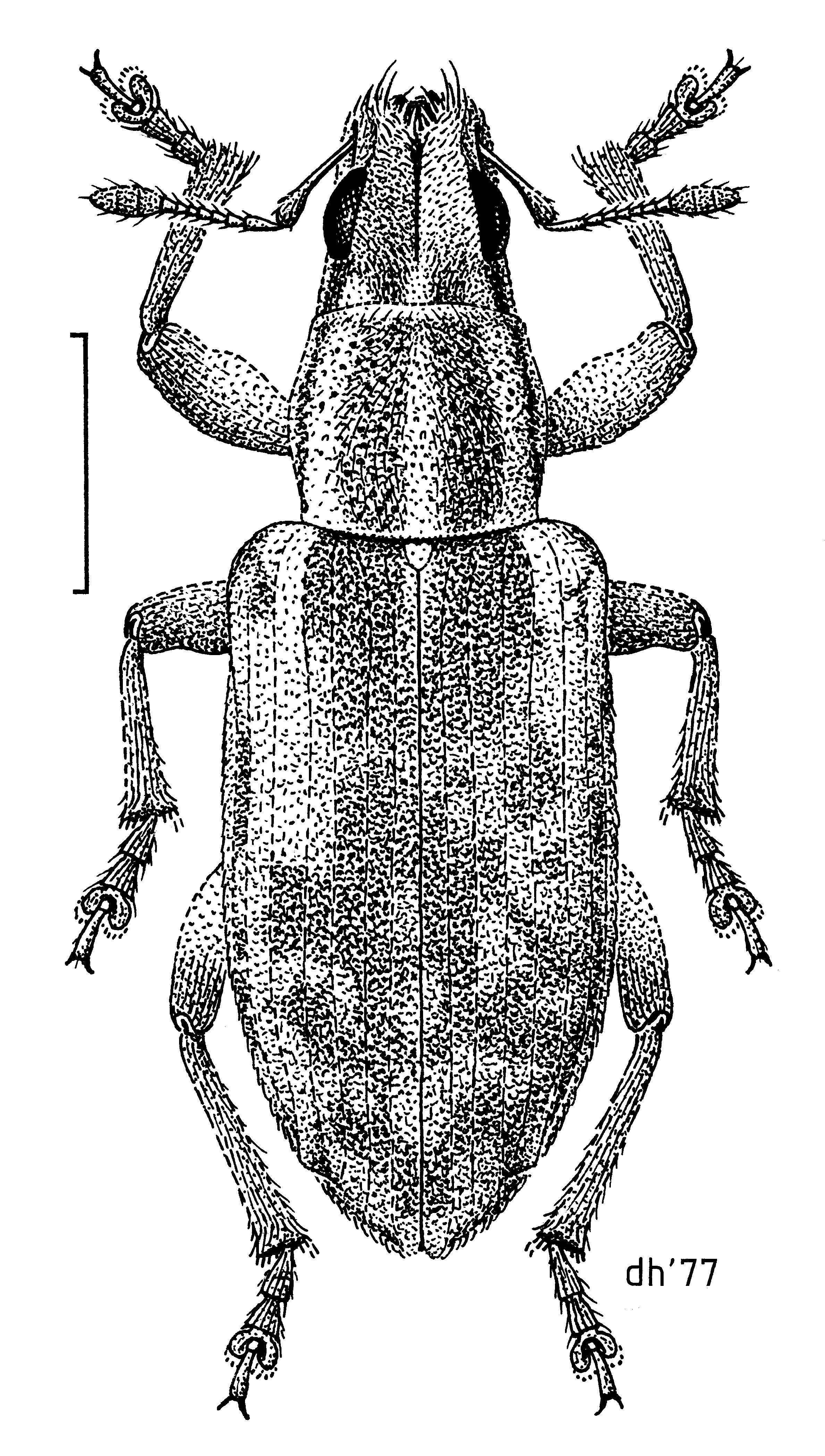